# Космово (Мазовецьке воєводство)
Космово (пол. Kosmowo) — село в Польщі, у гміні Черниці-Борові Пшасниського повіту Мазовецького воєводства.
Населення — 148 осіб (2011).
У 1975-1998 роках село належало до Цехановського воєводства.

## Демографія
Демографічна структура станом на 31 березня 2011 року:
|          | Загалом | Допрацездатний вік | Працездатний вік | Постпрацездатний вік |
| -------- | ------- | ------------------ | ---------------- | -------------------- |
| Чоловіки | 86      | 15                 | 61               | 10                   |
| Жінки    | 62      | 9                  | 34               | 19                   |
| Разом    | 148     | 24                 | 95               | 29                   |